# 蘭道夫 (緬因州)
蘭道夫（英語：Randolph）是一個位於美國緬因州肯納貝克縣的市鎮。

## 人口
根據2020年美國人口普查的數據，蘭道夫的面積為5.78平方千米，當中陸地面積為5.52平方千米，而水域面積為0.26平方千米。當地共有人口1743人，而人口密度為每平方千米302人。